# Šporkestar
Šporkestar je hrvatski glazbeni sastav. Kvartet dolazi iz Splita.

## Povijest
Osnovali su ga Goran Cetinić-Koća (gitara) i Jasenka Markov Anterić (flauta i glas). Sastav svira standarde i nekoliko autorskih kompozicija. Zvuk im je kao iz 1970-ih, "Jazzirana gitara u stilu Granta Greena ili Wes Montgomerija, ublažena feminiziranim zvukom flaute put je kojim ova skupina stupa.". 2018. godine nastupili su na drugoj večeri 1. izdanja Split Open Jazz Faira. Svirka uživo poslije je izašla na albumu Split Open Jazz Fair 2018. Nastupili su na Jazz večeri Vela Luka 2019. godine izvedbom jazza fuzioniranog s ostalim žanrovima.

## Diskografija
- Bumbarova subota ujutro (2020, Bandcamp)

## Članovi
Članovi su Goran Cetinić-Koća (gitara, klavir, glas) i Jasenka Markov Anterić (flauta i glas), na bas gitari Roko Bandalo i bubnjar Viktor Margan.